# سی‌کو
سی‌کو (انگلیسی: Seaco) شرکت ترابری و کشتیرانی نروژی است، که در سال ۱۹۹۸ تأسیس شد.